# Kédougou
Kédougou  este un oraș  în Senegal, situat pe fluviul Gambia. Este reședința regiunii omonime.